# Wieżowiec Pekao S.A. w Łodzi
Bank Pekao S.A. – biurowiec w Łodzi mieszczący się przy ul. Piotrkowskiej 288 (Plac Reymonta).

## Historia
Budowę biurowca ukończono w latach 90. XX wieku według projektu Heleny Kurmanowicz. Ma 50 metrów wysokości i liczy 12 kondygnacji. Według wcześniejszych planów budynek miał być wyższy, jednak ze względu na bliskość lotniska, Urząd Lotnictwa Cywilnego nie wyraził zgody na jego budowę w takiej postaci. Budynek jest siedzibą V oddziału Banku Pekao SA. W budynku znajduje się Centrum Dystrybucji Korespondencji Banku  Pekao i firma Pekao Direct świadcząca usługi contact center Banku Pekao.
W miejscu budynku, od połowy XIX wieku, stały drewniane domy mieszkalne mieszczące w parterze sklepiki.